# IC 212
IC 212 је спирална галаксија у сазвјежђу Ован која се налази на листи објеката дубоког неба у Индекс каталогу.
Деклинација објекта је + 16° 35' 40" а ректасцензија 2h 13m 38,2s. Привидна величина (магнитуда) објекта IC 212 износи 14,7 а фотографска магнитуда 15,4. IC 212 је још познат и под ознакама CGCG 461-62, NPM1G +16.0070, PGC 8527.